# Thin
Thin – rzeka we Francji, przepływająca przez teren departamentu Ardeny, o długości 22,1 km. Stanowi prawy dopływ rzeki Sormonne.